# 増田四郎
増田 四郎（ますだ しろう、1908年（明治41年）10月2日 - 1997年（平成9年）6月22日）は、日本の歴史学者。一橋大学名誉教授。第5代一橋大学学長。日本学士院会員。文化勲章受章者。位階は従三位。日本学術振興会会長、国立大学協会副会長等を歴任。専門は西洋史、西洋経済史。西洋社会・経済史の変遷を、実証研究と、比較社会史・地域史の方法論を用いて研究した。

## 来歴
1908年、奈良県山辺郡波多野村（後の山添村）生まれ。旧制上野中学校（後の三重県立上野高等学校）卒業後、東京商科大学付属商業教員養成所入学。1932年東京商科大学（後の一橋大学）卒業。学部では日本経済史を専攻し、幸田成友の指導を受ける。また、三浦新七ゼミでも学んだ。
1959年、「西洋封建社会成立期の研究」により、一橋大学から経済学博士の学位を授与される
一橋大学教授、同大学長、東京経済大学教授、同大理事長、日本学術振興会会長（ - 1986年）、国立大学協会副会長、自治体学会顧問等を歴任。1980年叙勲二等授旭日重光章。1984年日本学士院会員。1990年文化功労者、1995年文化勲章受章。1997年、東京都国分寺市の自宅トイレで転倒し頭部を強打、脳内出血により死去。享年88。

## 職歴
- 1950年　一橋大学教授
- 1956年　ヨーロッパ留学
- 1964年　一橋大学学長（～1969年）
- 1969年　一橋大学退官、名誉教授の称号を受ける
- 1970年　東京経済大学教授
- 1978年　日本学術振興会会長（～1986年）
- 1979年4月 東京経済大学理事長（～1993年6月）

## 受賞・栄典
- 1995年：文化勲章
- 1997年：叙従三位、勲一等瑞宝章追贈

## 交友・弟子
門下にドイツ中世史学者の阿部謹也（一橋大名誉教授）や山田欣吾（一橋大名誉教授）、ビザンツ史学者の渡辺金一（一橋大名誉教授）、イギリス史学者の米川伸一（一橋大名誉教授）、中世イタリア都市史学者の清水廣一郎（元一橋大教授）、北欧中世史の熊野聰（名古屋大名誉教授）、西洋社会経済史学者の佐々木克巳（元青山学院大学教授）、ドイツ史の根本久雄（元横浜市立大学教授）など。

## 著書

### 単著
- 『獨逸中世史の研究』（日本評論社、1943年）
- 『ヨーロッパ社会の誕生』（啓示社、1949年）
- 『西洋中世世界の成立』（岩波書店、1950年／講談社学術文庫、1996年）
- 『西洋經濟史――古代・中世』（新紀元社、1950年）
- 『ゲルマン民族の國家と經濟』（勁草書房、1951年、増補版1969年）
- 『都市――その根底にあるもの』（如水書房、1952年）
- 『歴史学』（新紀元社、1952年）
- 『西洋経済史概論』（春秋社、1957年、新版1971年）
- 『都市』（弘文堂［アテネ新書］、1957年／増補版・筑摩書房［筑摩叢書］、1968年／ちくま学芸文庫、1994年）
- 『ヨーロッパの横顔――自然・人・文化』（平凡社、1957年）
- 『西欧市民意識の形成』（春秋社、1958年、増補版1969年／講談社学術文庫、1995年）
- 『西洋封建社会成立期の研究――ヨーロッパ初期中世史の諸問題』（岩波書店、1959年）
- 『歴史学入門』（河出書房、1959年）
- 『東と西』（春秋社、1964年）
- 『歴史学概論』（広文社、1966年／講談社学術文庫、1994年）
- 『大学でいかに学ぶか』（講談社現代新書、1966年）
- 『歴史する心』（創文社、1967年）
- 『ヨーロッパとは何か』（岩波新書、1967年）
- 『ヨーロッパの都市と生活』（筑摩書房、1968年／筑摩叢書、1975年）
- 『歴史と社会――現代を考える』（弘文堂、1971年）
- 『西洋中世社会史研究』（岩波書店、1974年）
- 『地域の思想』（筑摩書房［筑摩叢書］、1980年）
- 『社会史への道』（日本エディタースクール出版部、1981年）
- 『ヨーロッパ中世の社会史』（岩波書店、1985年／講談社学術文庫、2021年）
- 『地域の力』（学陽書房［学陽選書］、1985年）

### 共著
- （宮下孝吉・高村象平・小松芳喬・五島茂）『西洋經濟史』（有斐閣、1955年）
- （荒憲治郎・宮沢健一・山田勇・都留重人）『経済学へのすすめ』（講談社現代新書、1968年）

### 編著ほか
- 『西洋と日本――比較文明史的考察』（中公新書、1970年）
- 『ヨーロッパ　経済・社会・文化　増田四郎先生古稀記念論集』（創文社、1979年）、栗原福也、山田欣吾、米川伸一編
- 『増田四郎先生　それぞれの追憶』（行木陽一ほか編、私家版1999年）

### 共編著
- （高橋泰蔵）『体系経済学辞典』（東洋経済新報社、1954年／改訂新版、1975年）
- （小松芳喬・高村象平・矢口孝次郎）『社会経済史大系（全10巻）』（弘文堂、1959年-1961年）
- （吉田小五郎・太田臨一郎）『幸田成友著作集（全8巻）』（中央公論社、1971年-1974年）